# Vetch Field
El Vetch Field era un estadio de fútbol ubicado en Swansea, Gales y fue la sede del Swansea City AFC hasta 2005 cuando se muda al Liberty Stadium.

## Historia
Fue inaugurado en 1912 y tuvo varias remodelaciones a lo largo de su historia, incluyendo varios cambios en su capacidad que llegó a poco menos de 12000 espectadores antes de su cierre.
Además de ser la sede del Swansea City AFC también fue utilizado por la selección nacional en 18 partidos internacionales entre 1921 y 1988, también de 8 partidos de rugby league entre 1990 y 1999.
Fue también sede de la pelea de boxeo en la que Brian Curvis vencío al australiano George Barnes para ser el campeón peso welter de la Macomunidad Británica en 1960. También fue sede de conciertos como The Who en 1976 y Stevie Wonder en 1984.
El último partido de la Football League que se jugó en el estadio fue el 30 de abril de 2005 donde el Swansea City AFC vencío 1-0 al Shrewsbury Town, y el último partido se jugó ese mismo año cuando el Swansea City AFC vencío al Wrexham AFC por 2-1 en la final de la FAW Premier Cup. El estadio fue demolido en 2011.

## Partidos internacionales

### Fútbol
| Fecha              | Evento                            | Rival             | Resultado |
| ------------------ | --------------------------------- | ----------------- | --------- |
| 9-4-1921           | British Home Championship         | Irlanda           | 2–1       |
| 28-2-1925          | British Home Championship         | Inglaterra        | 1–2       |
| 17-11-1928         | British Home Championship         | Inglaterra        | 2–3       |
| 19-3-1952          | British Home Championship         | Irlanda del Norte | 3–0       |
| 15-4-1964          | British Home Championship         | Irlanda del Norte | 2–3       |
| 25-4-1970          | British Home Championship         | Irlanda del Norte | 1–0       |
| 21-4-1971          | UEFA Euro 1972 qualifying         | Checoslovaquia    | 1–3       |
| 13-10-1971         | UEFA Euro 1972 qualifying         | Finlandia         | 3–0       |
| 20-11-1974         | UEFA Euro 1976 qualifying         | Luxemburgo        | 5–0       |
| 14 de mayo de 1976 | British Home Championship         | Irlanda del Norte | 1–0       |
| 11-9-1979          | Amistoso                          | Irlanda           | 2–1       |
| 16-5-1981          | British Home Championship         | Escocia           | 2–0       |
| 14-10-1981         | World Cup Qualifier               | Islandia          | 2–2       |
| 22-9-1982          | UEFA Euro 1984 qualifying Group 4 | Noruega           | 1–0       |
| 22-5-1984          | British Home Championship         | Irlanda del Norte | 1–1       |
| 18-2-1987          | Amistoso                          | Unión Soviética   | 0–0       |
| 23-3-1988          | Amistoso                          | Yugoslavia        | 1–2       |
| 19-10-1988         | World Cup Qualifier               | Finlandia         | 2–2       |

### Rugby League
| Fecha      | Evento                 | Rival              | Resultado |
| ---------- | ---------------------- | ------------------ | --------- |
| 17-10-1991 | Amistoso               | Papúa Nueva Guinea | 68–0      |
| 22-3-1992  | Amistoso               | Francia            | 35–6      |
| 27-11-1992 | Amistoso               | Inglaterra         | 11–36     |
| 4-10-1993  | Amistoso               | Nueva Zelanda      | 19–24     |
| 15-10-1995 | Copa Mundial           | Samoa              | 22–10     |
| 15-10-1999 | Triangular Series 1999 | Irlanda            | 17–24     |

## Galería

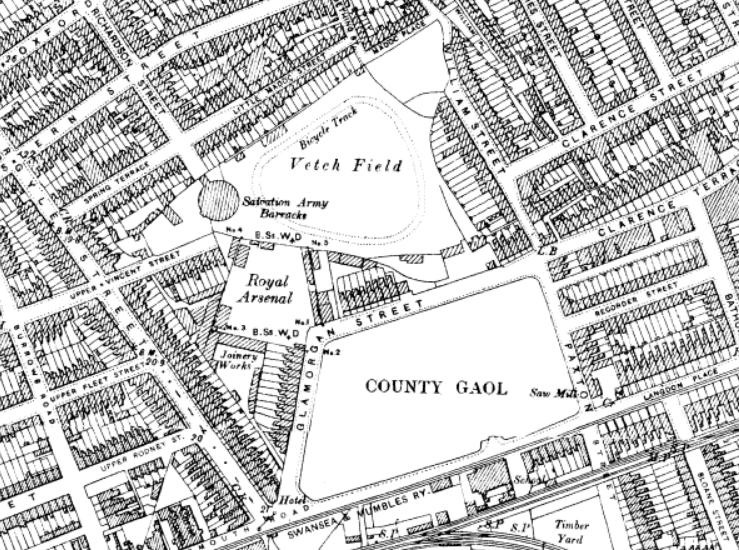
Mapa de 1899 que muestra donde se encontraba el 'Vetch Field'.
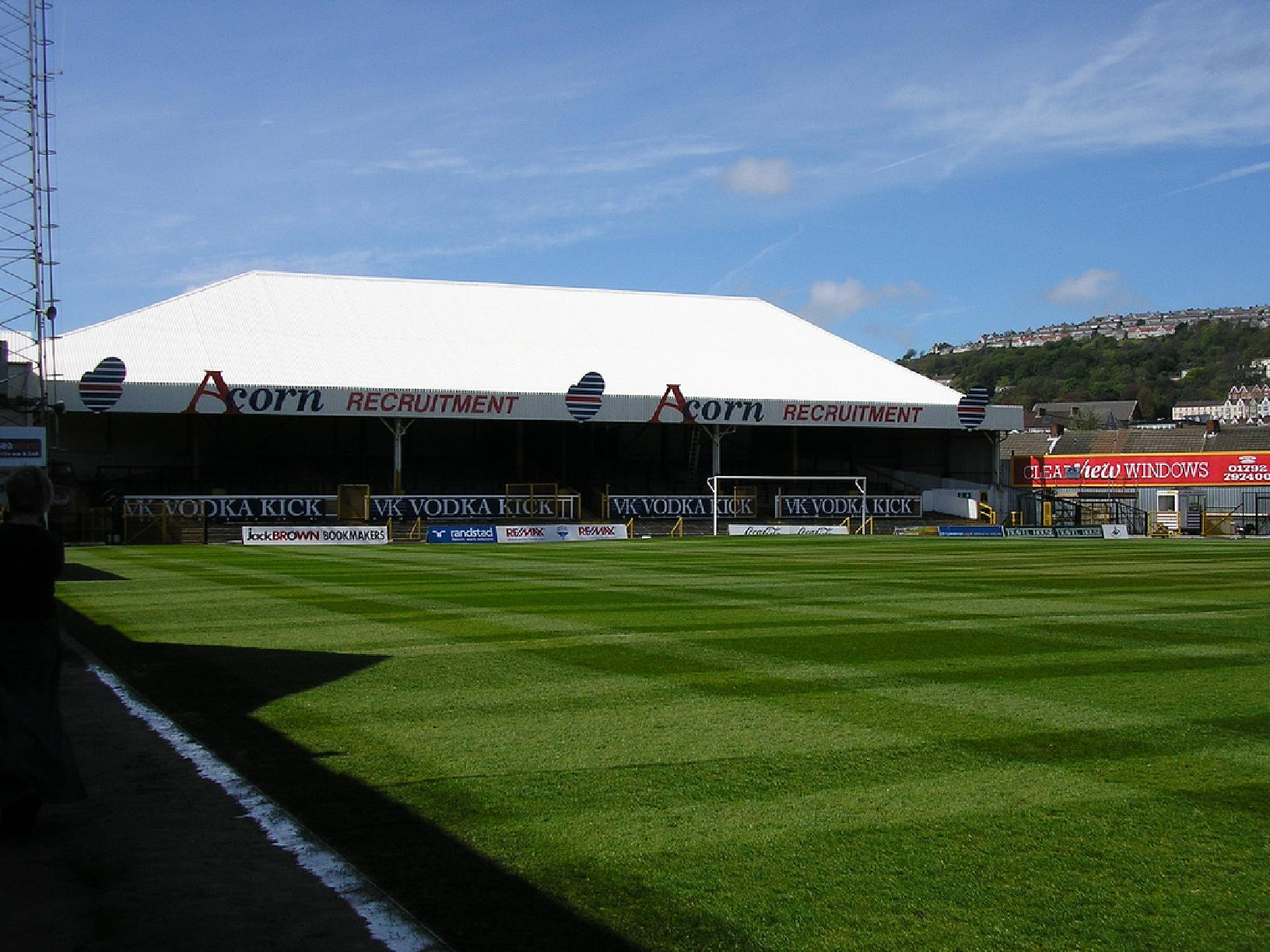
Gradería oeste.
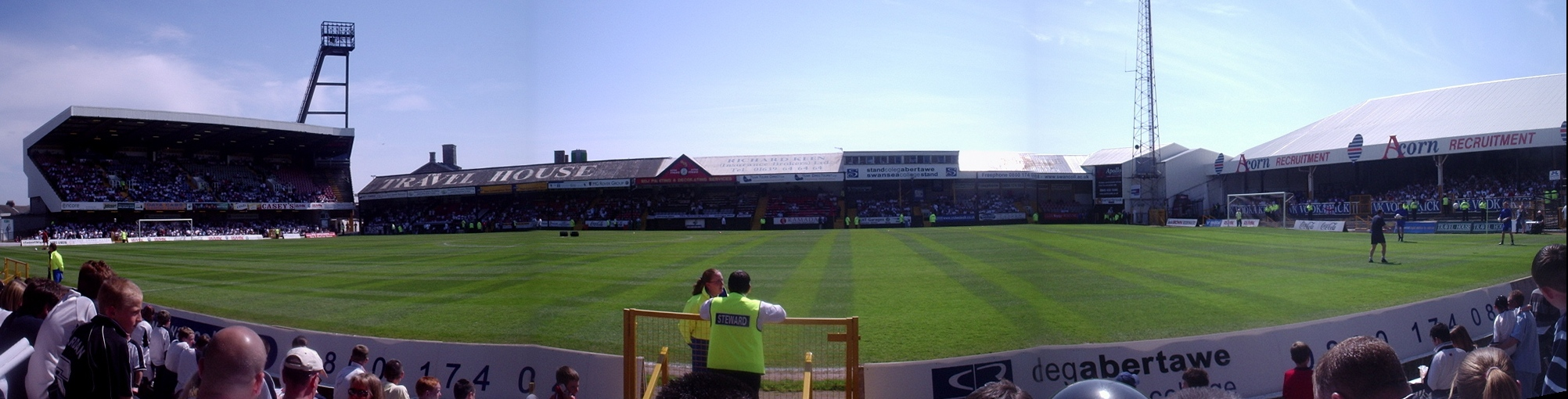
Imagen del partido entre Swansea City y Shrewsbury Town (1-0) en 2005.